# Distretto di Kaniv
Il distretto di Kaniv (in ucraino Канівський район?) era un distretto (rajon) dell'Ucraina, situato nell'oblast' di Čerkasy. Il suo capoluogo era Kaniv.
È stato soppresso con la riforma amministrativa del 2020.